# 파주라
파주라(Fazura, 1983년 9월 27일 ~ )는 말레이시아의 배우, 가수, 모델, 텔레비전 사회자, 사업가, VJ로, 누르 파주라(Nur Fazura)라고도 불린다. 2014 말레이시아 영화제 여우주연상 수상자이다.

## 음반 목록
- Fazura (2017)